# Thomas Adams
Thomas Adams (4 de mayo de 1818-7 de febrero de 1905) fue un científico e inventor estadounidense del siglo XIX. Es considerado como fundador de la industria de la goma de mascar comercial. Posteriormente, se asociaría con otro empresario del mercado de chicle llamado William Wrigley Jr.
El chicle moderno se desarrolló por primera vez en la década de 1860, cuando el expresidente Antonio López de Santa Anna trajo un cargamento de una tonelada del árbol chicle (Manilkara zapota) de México a Nueva York, donde se lo dio a Thomas Adams para usarlo como sustituto del caucho. El chicle no tuvo éxito como reemplazo del caucho, sino como goma de mascar, se cortó en tiras, se le agregó sabor y se comercializó como «Adams New York Chewing Gum» en 1871. Adams obtuvo la idea mientras estaba trabajando como secretario (1794-1876) del entonces exlíder mexicano, Antonio López de Santa Anna. Santa Anna frecuentemente masticaba una goma natural denominado «chicle». En un principio Adams trató de crear una fórmula para utilizar esta goma para la fabricación de neumáticos, pero cuando esto no funcionó, convirtió el «chicle» en una goma masticable comercial denominada Chiclets. La cual todavía se produce hoy en día.  Adams conoció esta resina e intento suplir con ésta productos de caucho sintético como juguetes, máscaras, neumáticos para automóviles, entre otros. Pero su inspiración real para crear los chicles llegó un día en el cual vio a una niña pedir en una farmacia cera parafinada (carente de sabor) para masticar. Luego de este momento inició un proceso de transformación de este producto llevándolo por varias fases: primero moldeo la goma con agua caliente, luego la mezcló para que fuera más suave, añadió sabores de regaliz y finalmente dividió la masa en pequeños cuadritos. Estos cuadritos los llevó a la farmacia donde había visto a la niña y los vendió a 1 dólar, en total se comercializaron más de 200 unidades que venían con el logo de Adams New York Gum.
Aun así, el despegue del negocio no fue fácil, pues Adams viajó al Oeste de Estados Unidos para comercializar su producto el cual no tuvo éxito, fue solo hasta negociar con las droguerías para que expusieran sus productos en las vitrinas de aquel entonces que las ventas de los chicles empezaron a repuntar, llevándolo a arrendar un local con cerca de 30 mujeres que para empacar los chicles. Luego llegaron productos como Adams New York 2, los cuales eran chicles más grandes que se vendían en las calles y en el tranvía. Adams al ser un inventor por vocación decidió construir una máquina para producir sus chicles de manera industrial y hacer crecer su negocio el cual se fundó oficialmente en 1876.
En 1888 se produce un nuevo sabor, tutti-fruti, y fue la primera goma de mascar vendida en máquinas dispensadoras ubicadas en las estaciones del metro de New York. Luego de esto la tristeza no demoró en llegar y el señor Adams a la edad de 87 años muere en 1905, dejando a sus hijos la herencia de administrar esta prometedora empresa. Ellos no demoraron mucho en incrementar las ventas en el mercado estadounidense, pues realizaron en esa época activaciones de marca regalando muestras de producto en los principales puntos de New York.
Otro momento importante para la marca Adams, fue el fin de la Segunda Guerra Mundial, pues en esa época utilizaban los chicles para calmar el estrés y luego de esta, los jóvenes adaptaron la tradición de marcar chicle como símbolo de rebeldía y juventud.  Más adelante la marca Adams lanzaría productos como: Clorets (1952), Certs (1856), Trident (1962), Halls (1971) y Bubbaloo (1977).
Luego de este tiempo de lanzamiento de nuevos productos la marca Adams fue adquirida por varias empresas hasta llegar a la multinacional Británica Cadbury en 2003 por un valor cercano a los 4.200 millones de dólares formando así la marca Cadbury Adams.